# Спорт Бойз Варнес
«Спорт Бойз Варнес» (ісп. Sport Boys Warnes — болівійський футбольний клуб з міста Варнес департаменту Санта-Крус. Грає домашні матчі на стадіоні Самуеля Ваки. Чемпіон Болівії 2015 року (Апертура).

## Історія
Клуб був заснований 17 серпня 1954 року.
У сезоні 2012/13 «Спорт Бойз» посів друге місце в Національному чемпіонаті B (другому за силою дивізіоні Болівії), поступившись двома очками «Гуабірі». 13 червня 2013 року після двох нічийних матчів в плей-оф за підвищення з «Петролеро» (2:2 і 1:1) «Спорт Бойз» у другому переграванні переміг суперника з рахунком 2:0. В кінці матчу дублем відзначився Хоакін Ботеро. Це дозволило команді вперше в історії вийти в Професійну лігу Болівії. Завдяки цьому досягненню у вищій лізі з'явилися вже чотири команди з департаменту Санта-Крус: «Блумінг», «Орієнте Петролеро», «Гуабіра» і «Спорт Бойз».
Два роки потому, 20 грудня 2015 року, вперше в своїй історії «Спорт Бойз» став чемпіоном країни, вигравши розіграш Апертури з відривом від «Болівара» в два очки.
«Спорт Бойз Варнес» став відомий у Південній Америці і світі завдяки деяким неординарним рішенням з боку керівництва команди. Так, в 2014 році клуб підписав професійний контракт з президентом Болівії Ево Моралесом (втім, він так і не був заявлений в офіційні змагання). У грудні 2013 року «Спорт Бойз Варнес» став першим болівійським клубом, який призначив на посаду виконуючої обов'язки головного тренера жінку — Ільду Ордоньєз.

## Титули
- Чемпіон Болівії (1): Ап. 2015

## Відомі гравці
- Хоакін Ботеро
- Джасмані Кампос
- Крістіан Коїмбра
- Леонель Моралес
- Хайме Морено
- Едівальдо Рохас

## Відомі тренери
- Сельсо Аяла
- Хав'єр Аскаргорта
- Нестор Клаусен
- Ільда Ордоньєс